# Соглашение Циня — Доихары
Соглашение Циня — Доихары (кит. упр. 秦土协定, пиньинь Qín-Tǔ xiédìng, палл. Цинь-Ту седин; яп. 土肥原・秦徳純協定 Доихара — Син Токудзюн кё:тэй) — соглашение между Китайской республикой и Японской империей о мерах по урегулированию Северочахарского инцидента от 27 июня 1935 года. Японию представлял Кэндзи Доихара из Квантунской армии, Китай — генерал Цинь Дэчунь (заместитель командующего 29-й армией). Результатом соглашения явилась демилитаризация провинции Чахар.
Согласно условиям соглашения,
1. командир полка, задержавший японских солдат, и дивизионный адвокат были уволены и наказаны
2. все части китайской 29-й армии выводились из районов провинции Чахар, находившихся севернее уезда Чжанбэй
3. поддержание порядка на этой территории возлагалось на «Корпус по поддержанию мира» провинции Чахар
4. в будущем китайцам запрещалось переезжать жить на север провинции Чахар
5. в провинции Чахар запрещалась деятельность партии Гоминьдан
6. в провинции Чахар запрещалась любая антияпонская деятельность

В результате соглашения Цинь Дэчунь стал главой правительства провинции Чахар.
Подобно предшествующему соглашению Хэ — Умэдзу, давшему Японии контроль над провинцией Хэбэй, соглашение Циня — Доихары явилось первым шагом в установлении японского контроля над Внутренней Монголией и северным Китаем. Оно послужило причиной возникновения в конце 1935 года Движения 9 декабря.